# 托馬斯·倫茨勒
托馬斯·貝克特·倫茨勒（1932年8月23日—2016年10月25日），是美國的共和黨政治人物，前俄亥俄州眾議院議員。

## 生平
倫茨勒在俄亥俄州漢密爾頓出生，在哈弗福德學院畢業，後來於美國海軍服役。退役後他在公民金融集團工作，曾擔任董事長及首席執行官超過30年。
1967年起，他以共和黨黨籍當選為俄亥俄州眾議院第四十選區代表議員，直到1970年不再參選。2016年10月25日因一次短暫疾病在漢密爾頓的臨終關懷中心逝世。